# Anna Klemens
Anna Klemens, née en 1718 et morte en 1800, est la dernière personne lynchée pour des soupçons de sorcellerie au Danemark, et très probablement dans toute la Scandinavie.

## Contexte
Si les tribunaux légaux au Danemark ont mis fin à la peine de mort pour les sorcières vers 1692, après l'exécution d'Anne Palles et Johan Pistorius (en), la croyance populaire a débouché sur des procès privés et illégaux, et le lynchage de prétendues sorcières au cours du XVIIIe siècle. Ainsi, en 1722, dans la campagne de Salling, les villageois appréhendent une femme, Dorte Jensdatter, qu'ils soupçonnent d'avoir causé par magie plusieurs morts dans le village ; ils la jugent clandestinement, la ligotent dans sa propre maison qu'ils incendient. Plusieurs d'entre eux sont exécutés pour ce crime,,.

## L'affaire
Anna Klemens est née en 1718 et vit d'aumônes à Horsens au Danemark. Avec d'autres personnes, elle consulte un jour une guérisseuse. Lorsque Anna entre dans la pièce, celle-ci s'écrie « voici la maîtresse de toute la sorcellerie ! » et ordonne à six des hommes présents de frapper Anna (on croyait alors que les pouvoirs d'une sorcière l'abandonnaient une fois son sang versé). Anna meurt sous les coups,,,.
Ultérieurement, la guérisseuse est exécutée pour ce meurtre, et les hommes sont bannis.